# Certificat complémentaire de protection
Pour les articles homonymes, voir CCP.
Un certificat complémentaire de protection (ou CCP) est, dans les pays de l'Union européenne, un titre de propriété industrielle spécial qui prolonge les droits et obligations du propriétaire d'un brevet pharmaceutique ou phytopharmaceutique. Le CCP visant à prolonger un brevet portant sur une invention dans le domaine pharmaceutique a été créé par le règlement n° 1768/92 du 18 juin 1992. Ce CCP est désormais régi par le règlement n° 469/2009 du 6 mai 2009, modifié dernièrement par le règlement n° 2019/933 du 20 mai 2019. Le CCP prolongeant un brevet concernant un produit phytosanitaire a quant à lui été créé par le règlement n° 1610/96 du 23 juillet 1996. 

## Présentation
Tous les États ont adopté aujourd'hui une durée de 20 ans pour les brevets sur les inventions. La protection débute le jour du dépôt et s'arrête après 20 années si les taxes ont été payées chaque année. La plupart des brevets n'arrivent pas au terme de la durée. Dans le domaine pharmaceutique, la recherche et développement est très longue, avec notamment les essais cliniques nécessaires pour obtenir une autorisation pour être mis sur le marché. La durée jusqu'à la mise sur le marché et donc l'exploitation du brevet dépassant souvent 10 ans, la protection effective durerait moins de 10 ans (en fonction du stade de développement auquel a été déposé le brevet et du temps réel avant la mise sur le marché du produit).
Pour contrebalancer ce désavantage, les fabricants peuvent demander un certificat complémentaire de protection qui n'est pas une prolongation de la durée du brevet, mais qui permet de protéger le médicament pendant au maximum 5 années supplémentaires (seulement pour les utilisations du produit comme médicament telles qu'elles ont été autorisées).
Il doit être demandé dans les 6 mois suivant l'obtention de l'autorisation de mise sur le marché.

## Equivalent américain
Le mécanisme homologue à celui du CCP, pour les brevets américains, s'appelle le Patent term extension (en) (ou PTE). Contrairement au CCP, il ne s'agit pas d'un titre distinct de propriété industrielle venant s'additionner à la suite du brevet mais d'une prolongation du brevet lui-même. 